# Dénominateur
Dans une division, ou fraction, le dénominateur est le nombre qui divise, noté en dessous ou à droite de la barre de fraction ou à droite de l’obélus (÷) en français. L’autre nombre, celui divisé s'appelle le numérateur.

## Étymologie
Du latin denominator, « celui qui nomme, qui désigne », au sens de « celui qui indique par combien on partage ».

## Exemples
- Dans la fraction {\displaystyle {\frac {56}{8}}}, le dénominateur est 8 et le numérateur est 56.
- Dans {\displaystyle 1/2}, le dénominateur est 2.
- Dans {\displaystyle n\div d}, le dénominateur est {\displaystyle d}.

## Cas particuliers

### Neutre
Si et seulement si le dénominateur vaut 1, la fraction vaut le numérateur. Par définition, le nombre 1 est le « neutre » de la multiplication et donc de la division, c’est-à-dire qu’un nombre multiplié ou divisé par 1 reste inchangé.{\displaystyle {\frac {n}{1}}=x\iff x=n}
Si et seulement si le dénominateur, non-nul, est égal au numérateur, alors la fraction vaut 1. {\displaystyle d=n\neq 0\iff {\frac {d}{n}}=1}

### Forme indéterminée
Si le dénominateur vaut 0, la fraction est dite « indéterminée ».
En effet, il n’existe pas exactement un nombre qui, multiplié par le dénominateur {\displaystyle d=0}, permette de retrouver le numérateur {\displaystyle n}. Par définition, la fraction {\displaystyle x} de {\displaystyle n} sur {\displaystyle d} vérifie l’équivalence{\displaystyle x={\frac {n}{d}}\iff x\times d=n}
- Si {\displaystyle n=0}, il existe une infinité de solutions {\displaystyle x} à l’équation ci-haut ({\displaystyle \forall x\in \mathbb {R} ,x\times 0=0}). {\displaystyle x} est ambigüe.
- Si {\displaystyle n\neq 0}, il n’existe aucune solution ({\displaystyle \nexists x\in \mathbb {R} ,x\times 0\neq 0}).

#### Remarque sur les limites de fonctions
Cette forme indéterminée n’est pas identique à celle d’une limite de fonction. Une limite n’est pas un nombre, bien que la notation {\textstyle \lim _{x\to a}f(x)=\ell } la rende interprétable comme telle quand la limite est finie. L’indétermination d’une limite relève de davantage de propriétés algébriques.
Une limite peut être déterminée même si une fonction au dénominateur tend vers 0. Sa limite peut alors être finie ou infinie. Par exemple, la fraction de fonctions {\textstyle {\frac {g(x)}{h(x)}}={\frac {1/x}{1/x}}={\frac {x}{x}}=1} converge vers {\displaystyle 1} quand {\displaystyle x} tend vers {\displaystyle \pm \infty }, bien que {\displaystyle g=h} tende vers 0. Et,{\textstyle {\frac {g(x)}{h(x)}}={\frac {\sin(x)+2}{1/x}}=x(\sin x+2)} tend vers {\displaystyle \pm \infty } quand {\displaystyle x} tend vers {\displaystyle \pm \infty }, bien que la limite de {\displaystyle g} soit indéterminée (oscillations infinies entre 1 et 3). La limite d’une fonction dépend de sa forme exacte. En cas de doute, le problème se résout par reformulation, voire est insolvable.

## Usages
On utilise parfois une fraction pour donner une échelle. Dans ce cas, le numérateur est généralement 1 et le dénominateur est la « taille d’échelle ». Les échelles sont normativement notées {\displaystyle n:d} où {\displaystyle n} est le numérateur et {\displaystyle d} le dénominateur, et plus rarement {\displaystyle n/d} ou {\displaystyle {\frac {n}{d}}}. L’inverse de la taille d’échelle est appelé le « facteur d’échelle ».

## Dénominateur commun
Un dénominateur commun de deux fractions est un entier {\displaystyle d} tel que chacune des deux fractions soit égale à une fraction de dénominateur {\displaystyle d}.
On peut par exemple prendre pour {\displaystyle d} le produit des dénominateurs des deux fractions, mais le plus petit dénominateur commun (en) de deux fractions irréductibles (ou plus) est le plus petit commun multiple (PPCM) des dénominateurs de ces fractions. Pour ajouter ou soustraire deux fractions qui n'ont pas le même dénominateur, on utilise les fractions équivalentes réduites au même dénominateur commun.
Par exemple, le dénominateur commun de {\displaystyle {\frac {3}{4}}} et {\displaystyle {\frac {1}{10}}} est {\displaystyle \operatorname {PPCM} \left(4,10\right)=20}.
Ainsi, {\displaystyle {\frac {3}{4}}={\frac {3\times 5}{4\times 5}}={\frac {15}{20}}}
et {\displaystyle {\frac {1}{10}}={\frac {1\times 2}{10\times 2}}={\frac {2}{20}}}.
Donc {\displaystyle {\frac {3}{4}}+{\frac {1}{10}}={\frac {15}{20}}+{\frac {2}{20}}={\frac {17}{20}}}
et {\displaystyle {\frac {3}{4}}-{\frac {1}{10}}={\frac {15}{20}}-{\frac {2}{20}}={\frac {13}{20}}}.